# Walter von Hoesslin
Walter Alfred Wilhelm Balthasar von Hoesslin (* 5. März 1910 in Augsburg; † 7. Januar 1996 in Wien) war ein Bühnenbildner. Er war Leiter des Max Reinhardt Seminars in Wien und Mitbegründer der Bregenzer Festspiele.

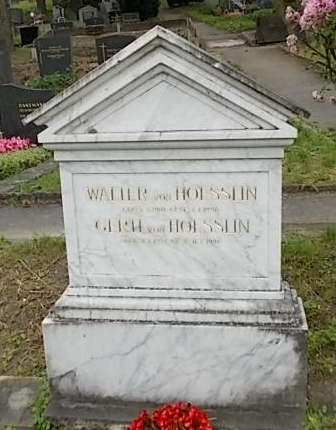
Grabstätte Walter von Hoesslin

## Leben

### Wirken
Hoesslin studierte bei Alfred Roller, Oskar Strnad und Max Reinhardt. Von 1935 bis zu seinem Tod lehrte er als Professor am Reinhardt-Seminar und war von 1977 bis 1983 dessen Leiter. 1945 wurde er Chefausstatter der Wiener Volksoper und war 1946 maßgeblich an der Gründung der Bregenzer Festspiele beteiligt. Auch in die Gestaltung der Olympischen Winterspiele 1964 in Innsbruck war Hoesslin eingebunden.

### Familie
Walter von Hoesslin entstammte einem seit dem 17. Jahrhundert in Augsburg ansässigen Adelsgeschlecht und war der Sohn von dem Offizier Hans von Hößlin (1880–1947) und von Lilly Emmy Luise Helene Schmid (1889–1961). Er war dreimal verheiratet. Der ersten Ehe entstammt die Tochter Ariane (* 1941), aus der zweiten die Tochter Eva Maria (* 1948), verheiratet mit Wolf von Schilgen.
Seine letzte Ruhestätte befindet sich auf dem Neustifter Friedhof (13-3-15) in Wien.